# Stritterhof

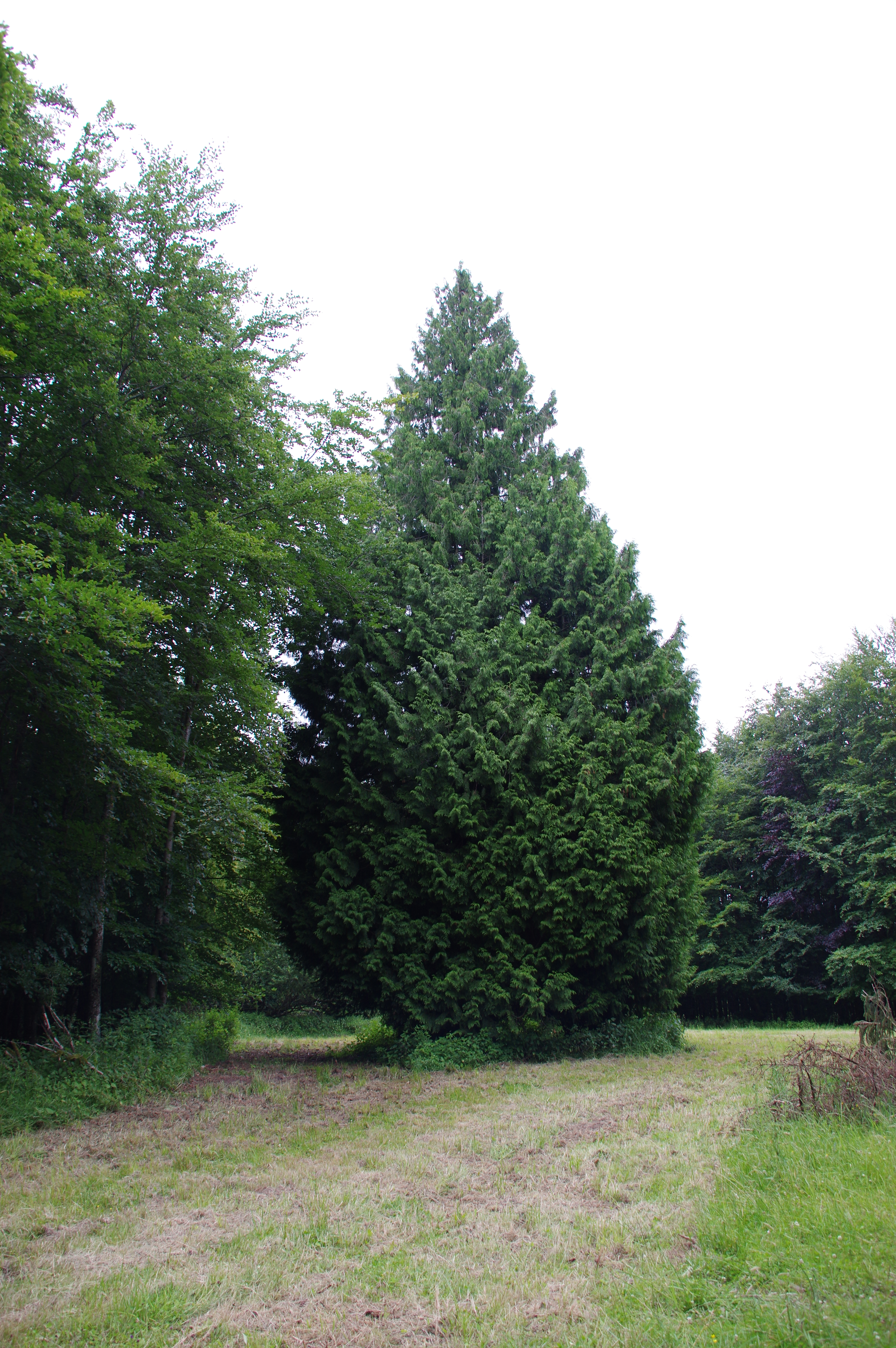
Stritterhof, alte Ortslage, Lebensbaum (2018)

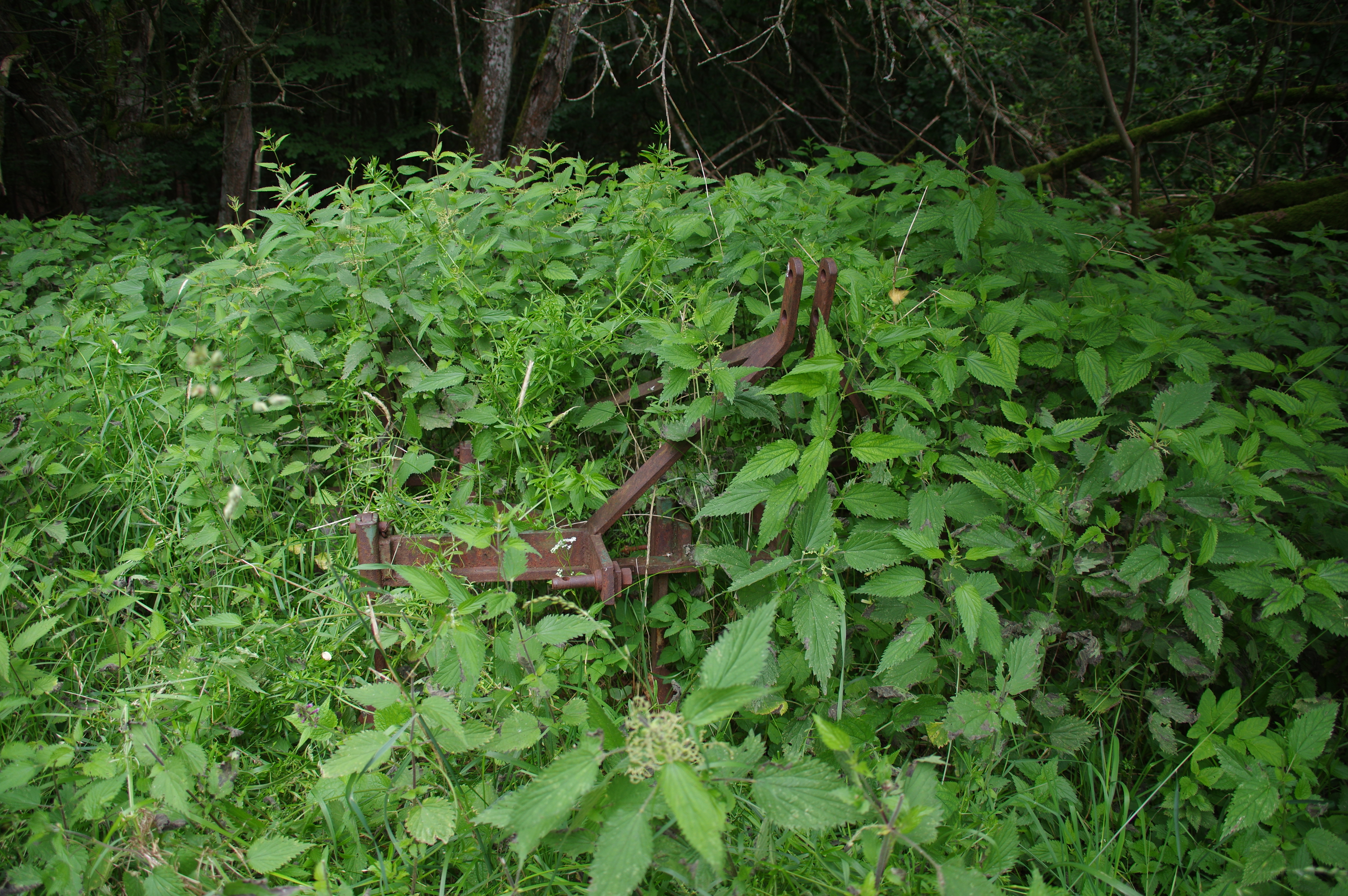
Überwuchertes landwirtschaftliches Gerät

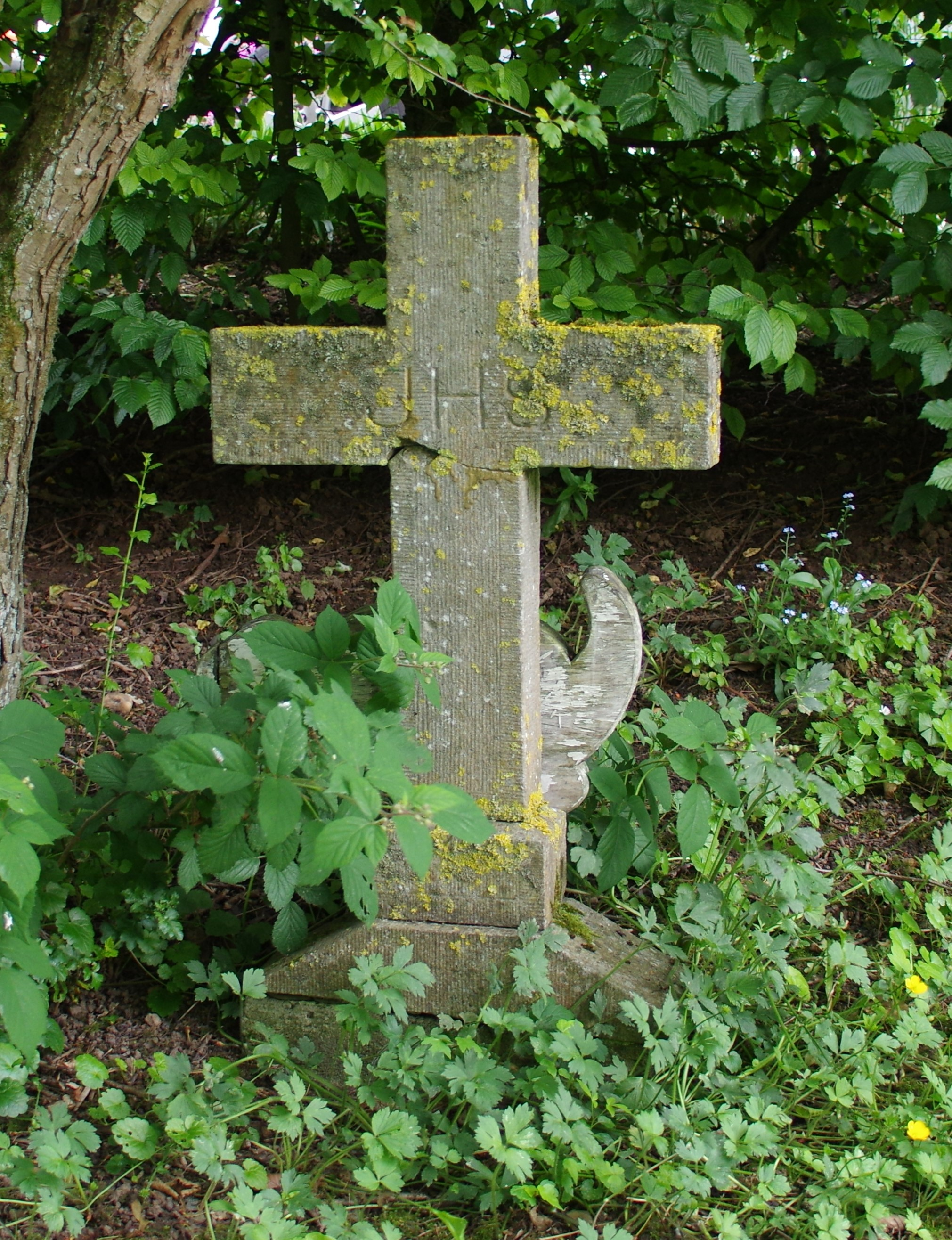
Wegekreuz am Stritterhofer Weg

Stritterhof ist eine Wüstung auf dem Gebiet der Gemarkung Marmagen im Kreis Euskirchen in Nordrhein-Westfalen. Die Ansiedlung wurde im Jahr 1187 erstmals als Hof Strithagen erwähnt. Er stand von Alters her im Eigentum der Abtei Steinfeld und gelangte im Zuge der Säkularisation in staatlichen Besitz.

## Geographie
Der Stritterhof lag etwa 500 m nordwestlich der heutigen B 258 auf halber Höhe zwischen deren Kreuzungspunkt zur L 204 (Milzenhäuschen) und dem Forsthaus Rüth (Gemeinde Kall). Rund 100 m nördlich der früheren Hofanlage fließt der Stritter Bach in west-östlicher Richtung, ein linker Zufluss des Marmagener Bachs. Etwa 500 bis 700 m bachabwärts im Verlauf des Stritter Bachs findet sich innerhalb des Naturschutzgebietes „Marmagener Bachtal“ (EU–103) der sogenannte Stritter Weiher (Lage).

## Geschichte

### Herkunft des Namens und Schreibformen
Nach Karl Guthausen entstand der Hofname aus Streit(Hagener) Hof, wonach Ortsnamen mit strît ‚Streit‘ häufig auf einen Rechtsstreit in alter Zeit hindeuteten. Entsprechend einschlägigen Quellenauswertungen trug die Örtlichkeit in früheren Jahrhunderten die Namen Stijthagen (1403), Strythaegen (1490) und Streitthoff (1610). Die Tranchotkarte Blatt 128 Dahlem (1809/10 erstellt) weist die Ortslage als Steinerhof aus, was auf die Orts- und Sprachunkundigkeit der aufnehmenden Geographen hindeuten kann. In der Preußischen Uraufnahme (1846 u. 1850 erstellt, Blatt 5505 Blankenheim) ist lediglich eine unbenannte Lichtung nachgewiesen, während in der Preußischen Neuaufnahme (1893) das nunmehrige Forsthaus Stritterhof nebst Gärten und Wirtschaftsgebäuden dargestellt wird.

### 1187 bis 1802
Im Jahr 1187 (Strithagen) findet der Stritterhof als Besitz der Abtei Steinfeld erstmals Erwähnung, als der Kölner Erzbischof Philipp I dem Stift das Eigentum an zahlreichen Gütern bestätigt. In dem Zeitraum von 1211 bis 1247 erhielt das Stift dann neben weiteren Werten eine 60 Morgen und Wiesen umfassende Schenkung durch Ritter Konrad von Gaffelroede. Die Ländereien grenzten an den Hof Strythane an und rundeten dessen bisherigen Umfang somit ab. 1483 beschieden die sieben Schöffen von Altenahr, sie waren höhergestellt als die Steinfelder, einen Streit zwischen dem Stift und der Gemeinde Marmagen betreffend die Nutzung von Weiden während des Viehauftriebs zu Gunsten der Abtei.
Wiederholt wurde der Hof neu verpachtet, wobei der jeweilige Pächter zugleich als Buschhüter fungierte. Die Wälder dienten der Versorgung mit Bauholz und der Erzeugung von Pottasche. 1802 gab das Kloster an, dass zu dem Hof neben einem Wohnhaus etwa 58 Morgen Wildland und eine Wiese gehörten, die in der Gemarkung von Wahlen liegen. Als Folge der Säkularisation 1802 kam der Hof nicht zur Versteigerung, die Gründe hierfür sind nicht dokumentiert. Nach einem Vermerk in der Tranchotkarte wären die Baulichkeiten indes 1809 abgebrannt gewesen, während der Hof selbst inmitten von Dominialwald lag und wohl als Teil desselben galt.

### 1802 bis 1977
Georg Bärsch schreibt 1857 in seiner Ausarbeitung zum Kloster Steinfeld: Das jetzige Försterhaus Stritterhof könnte vielleicht auf der Feldmark dieses Hofes [Streith] stehen. Da nach der Preußischen Neuaufnahme 1846 noch kein neuer Hof bestand, nach den statistischen Nachweisungen 1852 aber drei Personen in der Försterwohnung lebten, entstand der Neubau an ursprünglicher Stelle in diesen Jahren.
1882 bestand die Försterei in einer dreiflügeligen Anlage, bestehend aus einem eingeschossigen Wohnhaus, Scheune und Stallung.
Während der 1940er bis 1950er Jahre war als Förster auf dem Stritterhof Paul Losenhausen (1909 bis 1982) im Dienst. 1944 beaufsichtigte er unweit des Forsthauses Silberberg, das etwa 350 m südwestlich von Milzenhäuschen an der L 204 lag, ein deutsches Gefangenenlager, das zunächst französische, später russische Kriegsgefangene aufnahm, die in der Region Forstarbeiten verrichten mussten. Während der Ardennenoffensive belegten kurz nach Weihnachten 1944 deutsche Soldaten das Forsthaus Silberberg, im März 1945 rückten dann amerikanische Soldaten ein.
Losenhausens Vater, der gleichnamige Jurist Paul Losenhausen (1880–1944), machte ab 1910 im Bereich des Landgerichts Aachen Karriere (1910 Gerichtsassessor Amtsgericht Aachen, 1920 Landgerichtsrat, 1926 Landgerichtsdirektor, 1938 ständiger Vertreter des Landgerichts-Präsidenten) und gehörte von 1926 bis 1930 für die Deutsche Volkspartei auch dem preußischen Provinziallandtag in Düsseldorf an. Bereits seit dem 1. Mai 1933 NSDAP-Mitglied, war Losenhausen an mehreren Todesurteilen des Sondergerichts Aachen beteiligt. Der am 12. April 1944 gestorbene Vater verhalf seinem Sohn zu einer der raren Ausbildungsstellen im Forstbetrieb, zum Kreis Schleiden bestand eine Beziehung durch die zeitweiligen Arbeiten als Richter auf dem Amtsgericht Gemünd.
Nach den Erinnerungen seiner Tochter gehörte Paul Losenhausen jr. zu den Gründungsvätern des Wildgeheges Hellenthal und ging in den 1960er Jahren als Oberförster in den Ruhestand. Der Stritterhof beherbergte nach ihren Berichten in den 1950er Jahren unter anderem den ehemaligen Berliner Zoodirektor Lutz Heck, der im Gartenzimmer Sammelbücher verfasste, oder den SS-Brigadeführer und Oberstjägermeister an der Seite von Hermann Göring, Ulrich Scherping. Losenhausen selbst wurde gemeinsam mit dem freundschaftlich verbundenen Horst Niesters Fachberater der ARD-Vorabendserie Lautlose Jagd, die von 1966 bis 1970 in 26 Folgen entstand und zu der auch in der Eifel und insbesondere im Wildgehege Dreharbeiten erfolgten. Nach den Erinnerungen Niesters stellte der von Joachim Rake gespielte Förster Poelzig Losenhausen dar, Bruce Low verkörperte Niesters. Der Serientitel entstand dabei in Anlehnung an die Jagd mit Greifvögeln.
Der letzte Revierförster auf dem Stritterhof war von 1954 bis 1977 Franz Schiffer. Im Laufe der 1970er Jahre gab die Landesforstverwaltung die mittig in den Wäldern stehenden Forsthäuser im Zuge von Umstrukturierungen auf, ließ sie abbrechen und die Gelände einebnen.

### Besitzerwechsel
Zum 1. Januar 2004 wechselte das 75 Hektar große Staatswaldrevier ‘Stritterhof’ aus dem Eigentum des Landes Nordrhein-Westfalen im Tausch gegen das 230 Hektar umfassende Forstrevier ‘Düttlinger Wald’ an Cornell Reiner Müller. Der Tausch diente der Arrondierung des Areals des zum gleichen Zeitpunkt begründeten Nationalparks Eifel.
In dem etwa 2 km nordöstlich liegenden Gemeindeteil Marmagen besteht der Stritterhofer Weg. Er führt von der L 204 in südwestlicher Richtung zum Marmagener bzw. Stritter Bach (Lage). Vor dem Haus Stritterhofer Weg 5 findet sich ein Wegekreuz aus Stein (Lage).

### Statistik zur Einwohnerentwicklung
| Jahr | Einwohner |
| 1852 | 3         |
| 1871 | 4         |
| 1885 | 7         |
| 1895 | 3         |
| 1911 | 8         |

1895 gehören die drei Bewohner der evangelischen Kirchengemeinde in Schleiden an.